# Myrtle–Wyckoff Avenues
Myrtle–Wyckoff Avenues – stacja metra nowojorskiego, na linii L i M. Znajduje się w dzielnicy Brooklyn, w Nowym Jorku i zlokalizowana jest pomiędzy stacjami DeKalb Avenue, Seneca Avenue oraz Knickerbocker Avenue i Halsey Street. Została otwarta 14 grudnia 1928.